# Двигатель Nissan H
Nissan H — бензиновый двигатель внутреннего сгорания, выпускавшийся компанией Nissan с 1954 по 2003 год.

## I4

### 1H
1H являлся полностью чугунным двигателем с клапанным механизмом OHV, диаметром цилиндра 73 мм и ходом поршня 89 мм. Объём двигателя составляет 1,5 л (1489 см3), а мощность — 37—42 кВт (49—56 л. с.) при 4400 об/мин.

#### Устанавливался на
- 1954—1959 Nissan Austin
- 1956—1960 Nissan Junior B40/42

### H
Объём двигателя H составляет 1,9 л (1883 см3), диаметр цилиндра 85 мм, а ход поршня 83 мм. Со степенью сжатия 8.0:1 двигатель развивает мощность 69 кВт (92 л. с.) и крутящий момент 159 Н⋅м, а со степенью сжатия 8.5:1 двигатель развивает мощность 71 кВт (95 л. с.) и крутящий момент 163 Н⋅м.

#### Устанавливался на
- 1962 Nissan Cedric 31 (высокая степень сжатия)
- 1962—1965 Nissan Junior 40
- 1962—1965 Nissan Caball C141
- 1962—1966 Nissan Echo GC141

### H20
Объём двигателя H20 составляет 2,0 л (1982 см3), а диаметр цилиндра 87,2 мм. Двигатель развивал мощность 74 кВт (99 л. с.) и крутящий момент 167 Н⋅м.

#### Устанавливался на
- 1965—1971 Nissan Cedric 130
- 1966—1970 Nissan Junior 41
- 1966—1967 Nissan Caball C142
- 1966—1972 Nissan Clipper T65
- 1967—1976 Nissan Caball C240
- 1971—1975 Nissan Cedric 230
- 1971—1975 Nissan Junior 140
- 1975—1982 Nissan Junior 141
- 1976—1979 Nissan Cedric 330
- 1979—1983 Nissan Cedric 430
- 1970 Yue Loong Cedric 803 — 67 кВт (90 л. с.) при 4800 об/мин
- Nissan Caravan/Homy
- 1980—1982 Nissan Urvan

### H20P
H20P являлся газомоторной версией H20.

#### Устанавливался на
- 1976—1979 Nissan Cedric 330
- 1975—1979 Nissan Gloria 330

### H25
H25 является высокопроизводительной версией H20 объёмом 2,5 л (2472 см3). Двигатель устанавливался на вилочные погрузчики.
Диаметр цилиндра составляет 92 мм, а ход поршня 93 мм.
- Степень сжатия: 8,7:1
- Мощность: 46 кВт (62 л. с.) при 3200 об/мин
- Крутящий момент: 179 Н⋅м при 1600 об/мин

### R (H16)
В двигателе R использовался тот же блок цилиндров, что и в H20, однако ход поршня укорочен на 17 мм, что привело к снижению объёма на 387 см3. Позже двигатель получил название H16. В 1967 году количество подшипников было увеличено с 3 до 5. Диаметр цилиндра составляет 87,2 мм, а ход поршня — 66,8 мм. При степени сжатия 9,0:1 двигатель выдавал мощность 72 кВт (96 л. с.) и крутящий момент 140 Н⋅м.

#### Устанавливался на
- 1965—1967 Nissan Bluebird R411 SSS
- 1965—1968 Nissan Silvia CSP311
- 1967—1970 Datsun Sports SP311/SPL311
- 1968—1972 Nissan Homer T641

### U20
U20 был идентичен двигателю H20 с клапанным механизмом SOHC для применения в автоспорте. Мощность двигателя варьировалась от 135 до 150 л. с.

#### Устанавливался на
- 05.1967—1970 Datsun Sports SR311

## I6

### K
Объём двигателя Nissan K составляет 2,8 л (2825 см3), а мощность — 88 кВт (118 л. с.). Серийно двигатель выпускался с 1963 по 1965 год.

#### Устанавливался на
- 1963—1965 Nissan Cedric Special 50

### H30
Объём двигателя H30 составляет 3,0 л (2974 см3), мощность варьируется от 88 до 96 кВт (120—130 л. с.), а крутящий момент составляет 221 Н⋅м. Серийно двигатель выпускался с 1965 года.

#### Устанавливался на
- 1965—1973 Nissan President 150
- 1973—1975 Nissan President 250
- 1966—1976 Nissan C80

Также двигатель устанавливался на большие вилочные погрузчики